# Dzwonkówka czerwonobrązowa

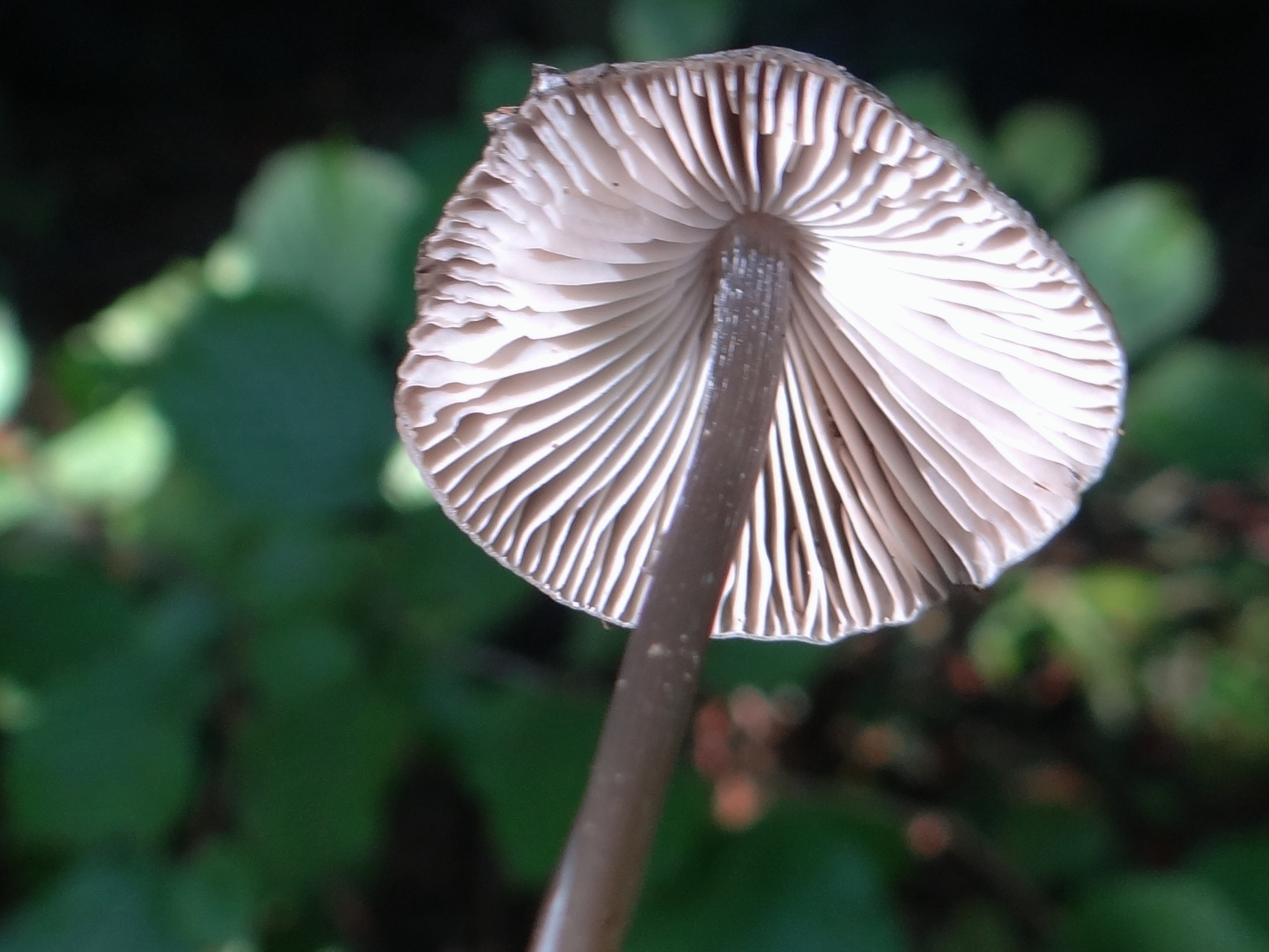

Dzwonkówka czerwonobrązowa (Entoloma juncinum (Kühner & Romagn.) Noordel.) – gatunek grzybów z rodziny dzwonkówkowatych (Entolomataceae).

## Systematyka i nazewnictwo
Pozycja w klasyfikacji według Index Fungorum: Entoloma, Entolomataceae, Agaricales, Agaricomycetidae, Agaricomycetes, Agaricomycotina, Basidiomycota, Fungi.
Po raz pierwszy zdiagnozowali go w 1954 r. R. Kühner i H.Ch.L. Romagnesi nadając mu nazwę Rhodophyllus juncinus. Obecną, uznaną przez Index Fungorum nazwę nadał mu M.E. Noordeloos w 1979 r. Synonimy:
- Entoloma juncinum (Kühner & Romagn.) Noordel. 1979 var. juncinum
- Nolanea juncina (Kühner & Romagn.) P.D. Orton 1960
- Rhodophyllus juncinus Kühner & Romagn. 1954

Nazwę zwyczajową zaproponował Władysław Wojewoda w 1999 r.

## Morfologia
Kapelusz
Średnica 1–4 cm, początkowo stożkowaty, potem dzwonkowaty, w końcu rozpostarty, czasami z niewielkim garbem, rzadko nieco wklęśnięty na środku. Brzeg młodych owocników lekko podwinięty, potem prosty. Jest silnie higrofaniczny; w stanie wilgotnym przeźroczysty, prążkowany do 2/3 promienia, ciemno czerwono-brązowy, nieco jaśniejszy przy brzegu, w stanie suchym nagi, wyblakły.
Blaszki
W liczbie 15–30, z międzyblaszkami (l = 1-7), średnio gęste, głęboko wykrojone, czasami prawie wolne lub szeroko przyrośnięte, brzuchate, o szerokości do 7 mm. Początkowo ciemno szaro-brązowe, potem z różowawym odcieniem. Ostrza równe.
Trzon
Wysokość 4–8 cm, grubość 1–4 mm, cylindryczny lub nieco spłaszczony, rozszerzający się ku podstawie. Powierzchnia naga, czasami drobno oprószona, nieco jaśniejsza niż kapelusz. Podstawa biało filcowata.
Miąższ
W stanie wilgotnym tej samej barwy co powierzchnia, w stanie suchym jaśniejszy. Zapach mączny, czasami słaby, ale po szkodzeniu wyraźny. Smak mączno-zjełczały.
Cechy mikroskopowe
Zarodniki w widoku z boku izometryczne, 5–6-kątne, o wymiarach 8,0–10,5 × 7,0–9,5 μm. Podstawki 25–50 × 10–15 μm, 4–zarodnikowe, ze sprzążkami. Cystyd brak. Zwykle są bardzo liczne i zmieszane z podstawkami. Komórki skórki cylindryczne, o szerokości 2,5–15 μm z maczugowatymi elementami końcowymi o szerokości do 20 μm. Komórki skórki i górnej warstwy tramy inkrustowane pigmentem, ponadto jasnobrązowy pigment występuje wewnątrzkomórkowo w górnej części tramy kapelusza. W strzępkach hymenium sprzążki.

## Występowanie i siedlisko
Dzwonkówka czerwonobrązowa występuje głównie w Europie, zwłaszcza w Europie Zachodniej i Północnej. Jest tutaj szeroko rozprzestrzeniona – od Hiszpanii po północne rejony Skandynawii, występuje także na Islandii i w Anglii. Jest dość częsta. W Polsce podano liczne stanowiska. Znajduje się jednak na Czerwonej liście roślin i grzybów Polski. Ma status R – gatunek potencjalnie zagrożony z powodu ograniczonego zasięgu geograficznego i małych obszarów siedliskowych. Nowe stanowiska podaje internetowy atlas grzybów.
Grzyb naziemny. Występuje w bogatych w próchnicę lasach liściastych lub w mieszanych, rzadziej na terenach trawiastych.